# Бенні Парет
Бернардо Парет (англ. Bernardo Paret), відомий як Бенні Парет (англ. Benny Paret; 14 березня 1937 — 3 квітня 1962) — кубинський професійний боксер, чемпіон світу за версією WBA (1960—1961, 1961—1962) в напівсередній вазі.

## Професіональна кар'єра
На професійному рингу дебютував 16 квітня 1954 року. 27 травня 1960 року в бою проти американця Дона Джордана вперше завоював титул чемпіона світу за версією WBA в напівсередній вазі.
В своєму другому захисті 1 квітня 1961 року зазнав поразки нокаутом у тринадцятому раунді від Еміля Гріффіта і втратив титул. 30 вересня 1961 року відбувся другий бій між Гріффітом та Паретом. Цього разу поєдинок тривав усі 12 раундів. Парет переміг розділеним рішенням. Через два місяці 9 грудня 1961 року Парет зустрівся з чемпіоном у середній вазі Джином Фулмером і був нокаутований у десятому раунді.
Хоча Парет був побитий в бою з Фулмером, він вирішив, що буде захищати свій титул проти Гріффіта через три місяці після бою з Фулмером. 24 березня 1962 року відбувся третій бій між Гріффітом та Паретом. Гріффіт виграв технічним нокаутом у дванадцятому раунді, в якому завдав 29 послідовних ударів, які вибили Парета через мотузки, після чого суддя зупинив бій.

## Смерть
Смерть Парета настала через 10 днів після травм, отриманих 24 березня 1962 року під час захисту титулу проти Еміля Гріффіта.